# Berchtolds Zwerg-Laichkraut
Berchtolds Zwerg-Laichkraut (Potamogeton berchtoldii) ist eine Pflanzenart aus der Gattung Laichkräuter (Potamogeton) innerhalb der Familie der Laichkrautgewächse (Potamogetonaceae). Sie ist auf der Nordhalbkugel weitverbreitet. Der Name ehrt den böhmischen Botaniker Friedrich Graf von Berchtold, der zusammen mit Franz Xaver Fieber 1838 ein Werk Die Potamogeta Böhmens veröffentlichte.

## Beschreibung
Berchtolds Zwerg-Laichkraut ist eine ausdauernde krautige Pflanze, die Wuchshöhen von 10 bis 100 Zentimetern erreicht. Das Rhizom ist dünn oder fehlt ganz. Die Laubblätter sind dreinervig, bis 2 Millimeter breit, sie haben zumindest an der Basis zwei Drüsenhöcker und ein deutliches Mittelstreifennetz. Die unteren Seitennerven münden fast rechtwinklig 0,5 bis 1 Millimeter unterhalb der Blattspitze in den Mittelnerv. Der Mittelnerv wird im mittleren und unteren Blattbereich von weißen, langgestreckten Zellen begleitet. Die „Nebenblätter“ sind völlig offen.
Die Blütezeit ist von Juni bis September. Die kopfige Ähre ist 2 bis 8 Millimeter lang.
Die Frucht ist olivgrün, 2 bis 2,5 Millimeter lang, mit stumpfem Kiel und der Schnabel ist kurz und hakig.
Die spindelförmigen Turionen stehen am Stängel.
Die Chromosomenzahl der Art ist 2n = 26.

## Vorkommen
Berchtolds Zwerg-Laichkraut ist auf der Nordhalbkugel in Nordamerika, Eurasien, auf den Azoren und Madeira und in Nordafrika weitverbreitet. In Europa tritt es nur in den südlichsten Gebieten auf, es ist dort selten oder es fehlt ganz. In den Allgäuer Alpen steigt es im Tiroler Teil in einem Tümpel am Salzbüheljoch bei Lechleiten bis zu 1760 Metern Meereshöhe auf.
Berchtolds Zwerg-Laichkraut wächst in stehenden oder in fließenden, nährstoffarmen bis nährstoffreichen, häufig basenreichen Gewässern. Es kommt in Gesellschaften der Ordnung Potamogetonetalia vor.

## Systematik
Zu dieser Art gehören drei Unterarten:
- Potamogeton berchtoldii subsp. berchtoldii: Sie kommt in den gemäßigten Zonen der Nordhalbkugel vor.[4]
- Potamogeton berchtoldii subsp. clystocarpus (Fernald) Les & Tippery: Sie kommt in Texas vor.[4]
- Potamogeton berchtoldii subsp. gemmiparus (J.W.Robbins) Les & Tippery: Sie kommt vom südöstlichen Kanada bis zu den nordöstlichen USA vor.[4]